# Луна (сериал)
Вижте пояснителната страница за други значения на Луна.
„Луна“ (на испански: Soy Luna) е аржентински сериал, сниман със сътрудничеството на Дисни Ченъл Европа. На 16 юни 2015 г. е обявено, че сериалът ще е с международен актьорски състав, начело на който застава мексиканската актриса Карол Севиля, играеща главната женска роля – Луна, а главният мъжки персонаж се играе от Руджеро Паскуарели – Матео. В сериала участват още Валентина Зенере (Амбър), Майкъл Ронда (Симон) и други. Продуценти са Хорхе Ниско и Мартин Сабан – същите, заради които „Виолета“ – предшественикът на „Луна“ стана хит. Ясно е, че първият сезон ще съдържа 80 епизода, всеки от които с времетраене 45 минути.

## Сюжет

### Първи сезон
Луна Валенте (Карол Севиля) има щастлив живот в Мексико. Тя работи почасово – доставя храна на ролкови кънки, което ѝ позволява да посвещава свободното си време на това, което най-много обича – да излиза с най-добрия си приятел Симон и да се пързаля на кънки по крайбрежния булевард в Канкун. Животът на Луна претърпява неочакван обрат, когато тя и семейството ѝ се местят в Аржентина. Луна намира убежище в карането на кънки и така открива „Jam & Roller“. Именно на пързалката тя се запознава с чаровния Матео. С упоритост и ентусиазъм Луна се посвещава на новата си страст – пързалянето свободен стил, намира нови приятели, влюбва се и открива коя е в действителност.

## Персонажи
- Луна (Карол Севиля) е добро и мило момиче от Мексико. На родителите ѝ се предоставя шанс да отидат в голям град и те смятат, че там Луна ще се образова и ще намери повече приятели. В „Jam & Roller“ тя открива възможност да съчетае двете неща, които обожава: да кара кънки и да танцува. С талант и упоритост Луна постига всичко, което реши. В края на 1-ви сезон Луна и Матео се събират.
- Матео (Руджеро Паскуарели) е син на богат италианец, живял е в много страни. Той е най-красивото момче в училището, затова е популярен и самоуверен. Матео е талантлив кънкьор и не пропуска да покаже уменията си в „Jam & Roller“. Той е влюбен в Луна, въпреки че в началото е гадже на Амбър. След много усилия, в края на 1-ви сезон, той се събира с Луна.
- Амбър (Валентина Зенере) е популярно и привилегировано момиче. Тя е красива и го знае. Амбър е талантлива кънкьорка и се радва на вниманието, което получава в „Jam & Roller“. Във втори сезон се сближава със Симон, а после се влюбва в него. В трети сезон става управител на „Jam & Roller“ и това дава възможност на Амбър да се промени, да стане по-добър човек.
- Симон (Майкъл Ронда) е добродушно и безгрижно момче от Мексико. Той обича да кара кънки, но истинската му страст е музиката. Симон е много талантлив музикант и пише оригинални песни за китара. Симон тайно е влюбен в Луна, но във втори сезон се влюбва в Амбър, сближават се, след което се разделят, поради това че Симон разкрива, че тя е отговорна за всички действия, случили се в „Jam & Roller“. Въпреки всичко той все още изпитва силни чувства към нея.
- Гастон (Агустин Бернаскони) е привлекателно и популярно момче, което се интересува най-вече от момичета, кънки и музика.
- Хасмин (Катя Мартинес) е хубаво и привилегировано момиче. Тя е малко наивна и понякога другите лесно я манипулират.
- Делфина (Малена Ратнер) е привилегировано момиче от богато семейство. Тя обича да ѝ се възхищават и за нея е много важно да е едно от най-популярните момичета в училище. Делфи е влюбена в Гастон и открито го показва. Към края на 1 сезон се влюбва в Педро.
- Джам (Киара Паравичини) е импулсивно и прямо момиче. Тя казва това, което мисли, и не се влияе от мнението на другите. Джам има богато въображение и с увлечение създава костюмите за музикалните изпълнения на Откритата сцена.
- Джим (Ана Хара Мартинес) е енергично момиче, което е влюбено в музиката. Тя обича да пише песни и изнася забележителни спектакли на Откритата сцена, сред блясък и цветове.
- Рамиро (Хорхе Лопез) мечтае да стане звезда. Той умее да кара кънки, да пее и да танцува и полага огромни усилия в подготовката на изпълненията си на Откритата сцена, надявайки се един ден да го открият. Рамиро си пада по Джам.
- Нина (Каролина Копелиоф) е срамежливо и затворено момиче и понякога ѝ липсва самоувереност. Тя е интелигентна и любознателна по природа. Нина обича да учи и се интересува живо от всичко наоколо. Тя има тайна страна и е влюбена в Гастон.
- Шарън (Лусила Гандолфо) е богата и изтънчена жена. Интелигентна и самоуверена, тя е изключително амбициозна и често прави впечатление на студена.
- Мигел (Дейвид Мури) е работлив, честен и щедър мъж и с тези си качества печели симпатиите на всеки, когото срещне. За него семейството е най-важното нещо в света.
- Рей (Родриго Педрейра) е добре образован и възпитан. Впечатлява се от парите и властта, затова е щастлив да е асистент на Шарън и се справя добре.
- Николас (Лионел Феро) е мило и искрено момче. Той работи на пързалката Jam & Roller. Нико е много добър с кънките и освен това е влюбен в Джим.
- Педро (Гастон Вието) е мило и добро момче. Той работи в Jam & Roller. Влюбен е в Делфина.

## Епизоди и излъчване
| Сезон | Сезон | Епизоди | Епизоди | Аржентина     | Аржентина         | България          | България         |
| Сезон | Сезон | Епизоди | Епизоди | Начало        | Финал             | Начало            | Финал            |
| ----- | ----- | ------- | ------- | ------------- | ----------------- | ----------------- | ---------------- |
|       | 1     | 80      | 40      | 14 март 2016  | 6 май 2016        | 16 май 2016       | 14 октомври 2016 |
|       | 1     | 80      | 40      | 4 юли 2016    | 26 август 2016    | 14 ноември 2016   | 7 април 2017     |
|       | 2     | 80      | 40      | 17 април 2017 | 9 юни 2017        | 18 септември 2017 | 8 декември 2017  |
|       | 2     | 80      | 40      | 7 август 2017 | 29 септември 2017 | 22 януари 2018    | 11 май 2018      |
|       | 3     | 60      | 30      | 16 април 2018 | 25 май 2018       | 15 октомври 2018  | 22 януари 2019   |
|       | 3     | 60      | 30      | 9 юли 2018    | 17 август 2018    | 23 януари 2019    | 18 април 2019    |

| Страна              | Премиера      | Заглавие | Източник |
| ------------------- | ------------- | -------- | -------- |
| Аржентина · Мексико | 14 март 2016  | Soy Luna | [ 1 ]    |
| Бразилия            | 14 март 2016  | Sou Luna |          |
| Испания             | 4 април 2016  | Soy Luna | [ 2 ]    |
| Португалия          | 4 април 2016  | Soy Luna | [ 3 ]    |
| Франция             | 18 април 2016 | Soy Luna | [ 4 ]    |
| Германия            | 2 май 2016    | Soy Luna |          |
| Италия              | 9 май 2016    | Soy Luna |          |
| Полша               | 16 май 2016   | Soy Luna | [ 5 ]    |
| Румъния             | 16 май 2016   | Soy Luna | [ 6 ]    |
| Израел              | 22 май 2016   | סוי לונה |          |

## Песни
Първият албум носи заглавието „Soy Luna“ и е на пазара от 26 февруари 2016 г.
| №.    | Заглавие       | Изпълнява я                                 | Продължителност       |
| ----- | -------------- | ------------------------------------------- | --------------------- |
| 1.    | „Alas“         | Karol Sevilla                               | 3 минути и 18 секунди |
| 2.    | „Valiente“     | Michael Ronda                               | 3 минути и 10 секунди |
| 3.    | „Eres“         | Karol Sevilla & Michael Ronda               | 2 минути и 29 секунди |
| 4.    | „Prófugos“     | Ruggero Pasquarelli & Valentina Zenere      | 3 минути и 59 секунди |
| 5.    | „Un destino“   | Lionel Ferro, Michael Ronda & Gastón Vietto | 4 минути и 1 секунда  |
| 6.    | „Sobre ruedas“ | момичетата                                  | 2 минути и 24 секунди |
| 7.    | „Corazón“      | Agustín Bernasconi & Carolina Kopelioff     | 3 минути и 10 секунди |
| 8.    | „Mírame a mí“  | Valentina Zenere                            | 2 минути и 25 секунди |
| 9.    | „I'd Be Crazy“ | момчетата                                   | 3 минути и 48 секунди |
| 10.   | „Siento“       | Ruggero Pasquarelli                         | 4 минути и 8 секунди  |
| 11.   | „Invisibles“   | Lionel Ferro, Michael Ronda & Gastón Vietto | 3 минути и 5 секунди  |
| 12.   | „Camino“       | каст                                        | 2 минути и 49 секунди |
| Общо: | Общо:          | Общо:                                       | 30 минути             |

## „Луна“ в България
Сериалът се излъчва по локалната версия на Disney Channel от 16 май 2016 г. от 18:00 часа. На 18 септември 2017 г. започва втори сезон. На 15 октомври 2018 г. започва трети сезон. Дублажът е на „Доли Медия Студио“. Ролите се озвучават от Елена Бойчева, Мина Костова, Ася Рачева, Росен Русев, Иван Велчев и Константин Каракостов. Режисьор на дублажа е Йоанна Микова.